# تشاس فينل
تشاس فينل (بالإنجليزية: Chas Fennell)‏ هو لاعب دوري الرغبي أسترالي، ولد في 1902، وتوفي في 1970.